# Ebisu Circuit
Der Ebisu Circuit (japanisch エビスサーキット, Ebisu Sākitto) ist ein Motorsport-Komplex in Japan. Der Motorsport- und Freizeitpark liegt in Nihonmatsu, in der Präfektur Fukushima und umfasst 7 separate Rennstrecken (4 Rundstrecken und 3 Drift-Kurse) sowie 2 Test- und Trainingsanlagen.

## Geschichte
Die Strecken auf dem Ebisu Circuit-Gelände wurden vom bekannten japanischen Drift-Piloten Nobushige Kumakubo entworfen und gebaut. Kumakubo nutzte dafür ein ausgedehntes bewaldetes Hügelgelände, das sich in Besitz seiner Familie befand. Sie ist weltweit eine der bekanntesten Locations für Drift-Wettbewerbe.
Aufgrund des Erdbebens in Fukushima am 13. Februar 2021 wurden große Teile der Rennstrecke zerstört.

## Streckenbeschreibung
Das Gelände des Ebisu Circuit beherbergt 7 separate Renn- und Driftstrecken sowie 2 Skidpads.

### Higashi Course

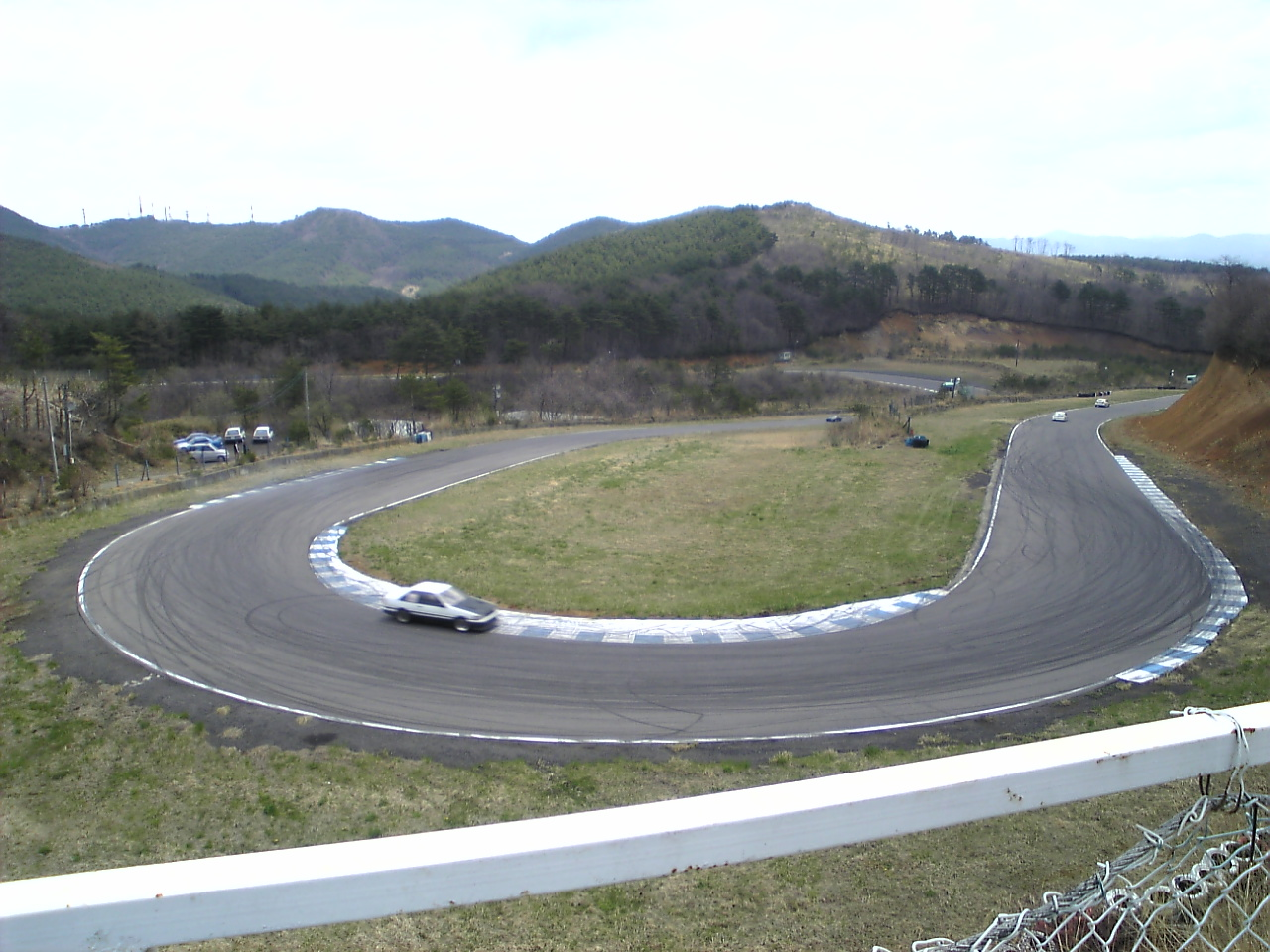
East Course auf dem Ebisu Circuit

Der 2061 m lange East Course ist die bekannteste Strecke des Ebisu Circuit. Sie besitzt eine Streckenbreite von 10–12 m, 20 Boxen in der Boxenanlage und die längste Gerade ist 420 m lang.
Der East Course ist die älteste Strecke auf dem Gelände. Mit einem maximalen Höhenunterschied von 67 Metern weist er ein für japanische Verhältnisse vergleichsweise steiles Profil auf. Der Anstieg von der letzten Kurve bis zur Zielgeraden beträgt 14 %.

### Nishi Road Course
Die auch „Westkurs“ genannte Strecke ist mit 2103 m der längste Kurs des Ebisu Circuit und verfügt über eine Haarnadelkurve, die zwei Geraden verbindet. Auf dem 10–15 m breiten Kurs gibt es keinen großen Höhenunterschied, weshalb auf dieser Strecke die meisten Laufwettbewerbe und Sonntagsrennen stattfinden. Auch Langstreckenwettbewerbe für Fahrräder wurden hier bereits ausgetragen.

### Minami Road Course
Der ehemalige „Minami Road Course“ oder „Südkurs“ wurde 2011 in „Drift-Stadion“ umbenannt. Auf ihm finden die Rennen des D1-GP statt. Der 8–10 m breite und maximal 1200 m lange Kurs weist zahlreiche Shortcuts und Streckenvarianten auf.

### Kita Racing Road
Der 1155 m lange und 8–15 m breite North Course befindet sich auf der höchsten Erhebung der Rennstrecke von Ebisu. Die Geraden und die große 1. R-Kurve liegen auf dem höchsten Punkt des Geländes.

### Touge Course / Pass Land
1200 m lange Strecke die den größten Höhenunterschied aller Strecken aufweisen soll. Der Kurs hat viele Gefälle- und Steigungsstrecken und viele blinde Kurven.

### School Course
Der lediglich maximal 420 m lange School Course wird nicht für Wettbewerbe, sondern lediglich für Trainings- und Schulungszwecke benutzt.

### Drift Land
Ein weiterer Schulungskurs für den der eine Vielzahl von möglichen Streckenvarianten existieren.

### Kurukuru Land
Dies ist eine 200 × 60 m große asphaltierte Skidpad-Fläche, auf der Grundlagen des Driftens trainiert werden können.

### Hizazuri Land
Eine weitere asphaltierte Trainingsfläche die vorwiegend für Motorräder gedacht ist und innerhalb des Higashi East Course platziert ist.

## Veranstaltungen
Die Anlage wird schwerpunktmäßig für Veranstaltungen der in Japan sehr populären Drift-Szene benutzt. Hier starten die D1-Grand Prix und die Formula Drift Japan Serie. Daneben finden auf den verschiedenen Strecken jedoch auch andere Motorsportveranstaltungen statt, darunter Motorradrennen, Kart-Rennen, Langstreckenrennen, sowie Formel-Events. Der Komplex verfügt auch über einen Safari-Park.